# Villanterio
Villanterio é uma comuna italiana da região da Lombardia, província de Pavia, com cerca de 2.659 habitantes. Estende-se por uma área de 14 km², tendo uma densidade populacional de 190 hab/km². Faz fronteira com Gerenzago, Inverno e Monteleone, Magherno, Marudo (LO), Sant'Angelo Lodigiano (LO), Torre d'Arese, Valera Fratta (LO).

## Demografia
| Variação demográfica do município entre 1861 e 2011                               |
|                                                                                   |
| Fonte: Istituto Nazionale di Statistica (ISTAT) - Elaboração gráfica da Wikipedia |